# Mesochorus validus
Mesochorus validus är en stekelart som beskrevs av Dasch 1971. Mesochorus validus ingår i släktet Mesochorus och familjen brokparasitsteklar. Inga underarter finns listade i Catalogue of Life.